# Tindra Sjöberg
Tindra Linnéa Sjöberg, född 3 februari 2000, är en svensk brottare som tävlar i fristil. Hon tävlar för Sundsvalls AIK.

## Karriär
Vid junior-EM 2019 i Pontevedra tog Sjöberg guld i 68 kg-klassen efter att ha besegrat turkiska Kadriye Aksoy i finalen. Vid U23-EM 2023 i Bukarest tog hon brons i 72 kg-klassen efter att ha besegrat tyska Lilly Schneider i bronsmatchen. Vid U23-VM 2023 i Tirana tog Sjöberg brons i 68 kg-klassen efter att ha besegrat kanadensiska Vanessa Keefe i bronsmatchen.
Sjöberg har tagit två SM-guld, tre silver och ett brons.